# Astrid (Tranvía de Amberes)
La estación de Astrid es una estación de la red de Tranvía de Amberes, perteneciente a la sección del premetro, operada por las líneas      y .
Se encuentra en el túnel norte de la red, cerca de la Estación Central de Amberes.

## Presentación
La estación fue inaugurada el 1 de abril de 1996. Pertenece a la segunda frase del Premetro de Amberes. Se caracteriza por ser la más profunda de todas.
El primer nivel contiene las máquinas dispensadoras, así como los andenes de las líneas  y . En el segundo, está un hall con acceso a todos los niveles. En el tercer nivel está el andén hacia Elisabeth y en el cuarto aquella hacia Diamant.
En el segundo hay un gran pasillo que da acceso a los niveles tercero (andén hacia Opera) y cuarto (andén hacia Plantin).
Al nivel de la calle, hay dos paradas de las líneas  y .

## Intermodalidad
| Antwerpen Centraal |                      |
| Tranvía de Amberes |                      |
| --- | -------------------- |
| \| Línea \| Recorrido \| \| ----- \| -------------------- \| \| \| Berchem ↔ Melmarkt \| \| \| Silsburg ↔ Havenhuis \| |                      |
| Línea | Recorrido            |
| | Berchem ↔ Melmarkt   |
| | Silsburg ↔ Havenhuis |